# 浆水泉隧道
36°36′59″N 117°04′52″E / 36.616306°N 117.0810823°E
浆水泉隧道是济南二环南路东延工程的控制性工程，全长3100米，双向八车道设计，净跨度16.75米，被称为“山东第一隧”。

## 概要
浆水泉隧道是中国最长的双向八车道山岭公路隧道。位于山东省济南市境内的京沪高速公路济南连接线，全长3,100米，净跨度16.75米，洞内最大开挖断面219.8平方米。由山东高速集团投资建设，中铁四局负责施工，于2016年3月27日首次爆破施工，2017年7月9日贯通。
- 浆水泉隧道内露天部分（2018年1月）